# Natural Environment and Rural Communities Act 2006
Il Natural Environment and Rural Communities Act 2006 (legge sull'ambiente naturale e le comunità rurali 2006), chiamato anche NERC Act (2006), noto anche come Legge NERC (2006), è una legge del Regno Unito.

## Capitolo 1
Il capitolo 1 (sezioni 1-16) tratta dell'istituzione e del ruolo di Natural England.

## Sezioni da 40 a 42 – Obbligo di conservazione della biodiversità
La sezione 40 della legge NERC impone alle autorità pubbliche in Inghilterra l'obbligo di conservare la biodiversità. Richiede che autorità locali e i dipartimenti governativi tengano conto delle finalità della conservazione della biodiversità in modo coerente con l'esercizio delle loro normali funzioni quali quelle politiche e il processo decisionale. La "conservazione della biodiversità" può includere il miglioramento, il ripristino o la protezione di una popolazione o di un habitat.
La sezione 41 richiede che il Segretario di Stato pubblichi e mantenga elenchi di specie e tipi di habitat che sono considerati da Natural England di "principale importanza" ai fini della conservazione della biodiversità in Inghilterra.
I 56 habitat prioritari e le 943 specie individuati provengono dagli elenchi precedenti dell'United Kingdom Biodiversity Action Plan. Gli elenchi della Sezione 41 sono necessari ai decisori negli enti locali e regionali quando svolgono i loro compiti ai sensi della Sezione 40 della legge.
Analogamente, la Sezione 42 richiedeva alla Assemblea nazionale del Galles di pubblicare elenchi equivalenti di specie e habitat prioritari per quel paese. Tuttavia, questo requisito (e quello specificato nella Sezione 40 per il Galles) è stato superato in virtù di requisiti simili sanciti dall'Environment (Wales) Act 2016.

## Sezione 107 – Inizio
In questa sezione sono elencati i seguenti ordini:
- The Natural Environment and Rural Communities Act 2006 (Commincement No. 1) Order 2006 (SI 2006/1176 (C.40) )
- The Natural Environment and Rural Communities Act 2006 (Commincement No. 2) Order 2006 (SI 2006/1382 (C.47) )
- The Natural Environment and Rural Communities Act 2006 (Commincement No. 3 and Transitional Provisions) Order 2006 (SI 2006/2541 (C .86))
- The Natural Environment and Rural Communities Act 2006 (Commincement No. 4) Order 2007 (SI 2007/816 (C.32) )
- The Natural Environment and Rural Communities Act 2006 (Commincement No. 1) (England) Order 2007 (SI 2007/2540 (C .97))
- The Natural Environment and Rural Communities Act 2006 (Commencement) (Wales) Order 2006 (SI 2006/2992 (W.279) (C.106)